# Frank Patalong
Frank Patalong (* 16. März 1963 in Walsum, Niederrhein) ist ein deutscher Journalist.

## Leben
Patalong studierte Publizistik in Münster und Bochum. Ab 1989 verfasste er Artikel und Hörfunkbeiträge als freier Journalist für die Rheinische Post, NRZ, epd, Radio KW. Ab Januar 1995 folgte ein Volontariat im  Medienfachverlag Rommerskirchen, wo er im Anschluss Redakteur und Redaktionsleiter wurde. Im Mai 1995 brachte er mit dem Journalist die erste Fachzeitschrift deutscher Sprache ins WWW. Ende 1996 leitete er den Relaunch des Magazins InSight zum Online-Fachmagazin für Journalisten.
1999 wechselte Patalong zu Spiegel Online, dort übernahm er die Leitung des Ressorts Netzwelt. Er verantwortete die Ausrichtung des Technikressorts auf vornehmlich netzkulturelle und netzpolitische Themen. Seit Frühjahr 2011 arbeitet er ressortübergreifend als Autor für Spiegel Online, vornehmlich in den Themenbereichen Gesellschaftspolitik, Wissenschaft, Kultur und Netzwelt. Von 2012 bis 2018 erschien bei Spiegel Online sein Paläontologie-Blog „Knochensplitter“. Seit September 2019 arbeitet er als Redakteur für Spiegel Geschichte.
Er ist verheiratet und Vater zweier erwachsener Kinder.

## Publikationen (Auswahl)
- Als Übersetzer: WEBonomie : die 9 Grundregeln für wirtschaftlichen Erfolg im World Wide Web. von Evan I. Schwartz. Aus dem Amerikan. von Frank Patalong, Hoffmann und Campe, 1997.
- Crashkurs Kind und Internet. Klett, Stuttgart 2005, ISBN 978-3-12-920255-5.
- Crashkurs – Kind und E-Kommunikation. Klett, Stuttgart 2005, ISBN 978-3-12-920262-3.
- Apple Inc: iPad und Kindle – Content is king und sein Träger ein Kaiser. In: Brockhaus Enzyklopädie – Jahrbuch 2010. Brockhaus, Leipzig/Mannheim 2011, ISBN 978-3-577-12750-9.
- mit Konrad Lischka: Dat Schönste am Wein is dat Pilsken danach: Die wunderbare Welt des Ruhrpotts. Lübbe, Köln 2011, ISBN 978-3-7857-2439-2.
- Der viktorianische Vibrator. Törichte bis tödliche Erfindungen aus dem Zeitalter der Technik. Lübbe, Köln 2012, ISBN 978-3-404-60722-8.
- Die ersten ihrer Art – die viktorianischen Dinosaurier des Crystal Palace, London. BOD, Norderstedt 2015, ISBN 978-3-7347-9900-6.